# Bartolomé Fernández Sánchez
Bartolomé Fernández Sánchez   (valor desconegut - valor desconegut) va ser un polític i militar espanyol.

## Biografia
Va ser membre del PSOE i la UGT des de 1931, almenys. Arribaria a ser regidor de l'Ajuntament de Pozoblanco, durant el període de la Segona República.
Després de l'esclat de la Guerra civil es va unir a les milícies republicanes. Va ser comandant del batalló «Pedroches», organitzat a l'agost de 1936 i que tindria un actiu paper en la batalla de Pozoblanco, en 1937. Durant la resta de la contesa Bartolomé Fernández va ostentar el comandament de la 73a Brigada Mixta i la 38a Divisió. A la fi de 1938 li va ser encomanat el comandament de la Columna «F» —anomenada així en el seu honor—, composta per les brigades 25a, 43a, 88a, 198a i una brigada de cavalleria. Al capdavant d'aquesta unitat va prendre part en la batalla de Valsequillo-Peñarroya, el gener de 1939. Al final de la contesa va ser nomenat Cap superior de la base naval de Cartagena.
Al final del conflicte va ser detingut pels franquistes a Cartagena, sent empresonat. Jutjat en Consell de Guerra i condemnat a mort, la pena li seria commutada posteriorment commutada per la de presó. La seva intervenció en favor de dretans hauria influït en aquesta commutació.